# Joe Salisbury
Joe Salisbury (nació el 20 de abril de 1992) es un tenista británico. Es un especialista en dobles, y alcanzó el número 1 del ranking de dobles mundial.

## Títulos de Grand Slam

### Dobles

#### Títulos (4)
| Año  | Campeonato           | Pareja     | Oponentes en la final       | Resultado     |
| 2020 | Abierto de Australia | Rajeev Ram | Max Purcell Luke Saville    | 6-4, 6-2      |
| 2021 | Abierto de EE. UU.   | Rajeev Ram | Jamie Murray Bruno Soares   | 3-6, 6-2, 6-2 |
| 2022 | Abierto de EE. UU.   | Rajeev Ram | Wesley Koolhof Neal Skupski | 7-6(4), 7-5   |
| 2023 | Abierto de EE. UU.   | Rajeev Ram | Rohan Bopanna Matthew Ebden | 2-6, 6-3, 6-4 |

#### Finalista (2)
| Año  | Campeonato           | Pareja       | Oponentes en la final              | Resultado        |
| 2021 | Abierto de Australia | Rajeev Ram   | Ivan Dodig Filip Polášek           | 3-6, 4-6         |
| 2025 | Roland Garros        | Neal Skupski | Marcel Granollers Horacio Zeballos | 0-6, 7-6(5), 5-7 |

### Dobles mixto

#### Título (2)
| Año  | Torneo             | Pareja           | Oponentes en la final          | Resultado        |
| 2021 | Roland Garros      | Desirae Krawczyk | Elena Vesnina Aslán Karatsev   | 2-6, 6-4, [10-5] |
| 2021 | Abierto de EE. UU. | Desirae Krawczyk | Giuliana Olmos Marcelo Arévalo | 7-5, 6-2         |

#### Finalista (2)
| Año  | Torneo    | Pareja        | Oponentes en la final          | Resultado      |
| 2021 | Wimbledon | Harriet Dart  | Desirae Krawczyk Neal Skupski  | 2-6, 6-7(1)    |
| 2025 | Wimbledon | Luisa Stefani | Kateřina Siniaková Sem Verbeek | 6-7(3), 6-7(3) |

## Títulos ATP (17; 0+17)

### Dobles (17)
| Leyenda                         |
| Grand Slam (4)                  |
| ATP Wourld Tour Finals (2)      |
| ATP Masters 1000 World Tour (3) |
| ATP World Tour 500 series (4)   |
| ATP World Tour 250 series (4)   |

| N.º | Fecha                    | Torneo                | Superficie    | Pareja        | Oponentes en la final              | Resultado           |
| --- | ------------------------ | --------------------- | ------------- | ------------- | ---------------------------------- | ------------------- |
| 1.  | 30 de septiembre de 2018 | Shenzhen              | Dura          | Ben McLachlan | Robert Lindstedt Rajeev Ram        | 7-6(5), 7-6(4)      |
| 2.  | 28 de octubre de 2018    | Viena                 | Dura (i)      | Neal Skupski  | Mike Bryan Édouard Roger-Vasselin  | 7-6(5), 6-3         |
| 3.  | 2 de marzo de 2019       | Dubái                 | Dura          | Rajeev Ram    | Ben McLachlan Jan-Lennard Struff   | 7-6(4), 6-3         |
| 4.  | 27 de octubre de 2019    | Viena                 | Dura (i)      | Rajeev Ram    | Łukasz Kubot Marcelo Melo          | 6-4, 6-7(5), [10-5] |
| 5.  | 2 de febrero de 2020     | Abierto de Australia  | Dura          | Rajeev Ram    | Max Purcell Luke Saville           | 6-4, 6-2            |
| 6.  | 15 de agosto de 2021     | Toronto               | Dura          | Rajeev Ram    | Nikola Mektić Mate Pavić           | 6-3, 4-6, [10-3]    |
| 7.  | 10 de septiembre de 2021 | Abierto de EE.UU.     | Dura          | Rajeev Ram    | Jamie Murray Bruno Soares          | 3-6, 6-2, 6-2       |
| 8.  | 3 de octubre de 2021     | San Diego             | Dura          | Neal Skupski  | John Peers Filip Polášek           | 7-6(2), 3-6, [10-5] |
| 9.  | 17 de abril de 2022      | Montecarlo            | Tierra batida | Rajeev Ram    | Juan Sebastián Cabal Robert Farah  | 6-4, 3-6, [10-7]    |
| 10. | 21 de agosto de 2022     | Cincinnati            | Dura          | Rajeev Ram    | Tim Puetz Michael Venus            | 7-6(4), 7-6(5)      |
| 11. | 9 de septiembre de 2022  | Abierto de EE.UU.     | Dura          | Rajeev Ram    | Wesley Koolhof Neal Skupski        | 7-6(4), 7-5         |
| 12. | 20 de noviembre de 2022  | ATP World Tour Finals | Dura (i)      | Rajeev Ram    | Nikola Mektić Mate Pavić           | 7-6(4), 6-4         |
| 13. | 27 de mayo de 2023       | Lyon                  | Tierra batida | Rajeev Ram    | Nicolas Mahut Matwé Middelkoop     | 6-0, 6-3            |
| 14. | 8 de septiembre de 2023  | Abierto de EE.UU.     | Dura          | Rajeev Ram    | Rohan Bopanna Matthew Ebden        | 2-6, 6-3, 6-4       |
| 15. | 29 de octubre de 2023    | Viena                 | Dura (i)      | Rajeev Ram    | Nathaniel Lammons Jackson Withrow  | 6-4, 5-7, [12-10]   |
| 16. | 19 de noviembre de 2023  | ATP World Tour Finals | Dura (i)      | Rajeev Ram    | Marcel Granollers Horacio Zeballos | 6-3, 6-4            |
| 17. | 13 de enero de 2024      | Adelaida              | Dura          | Rajeev Ram    | Rohan Bopanna Matthew Ebden        | 7-5, 5-7, [11-9]    |

#### Finalista (14)
| N.º | Fecha                   | Torneo                | Superficie    | Pareja       | Oponentes en la final               | Resultado            |
| --- | ----------------------- | --------------------- | ------------- | ------------ | ----------------------------------- | -------------------- |
| 1.  | 6 de enero de 2019      | Brisbane              | Dura          | Rajeev Ram   | Marcus Daniell Wesley Koolhof       | 4-6, 6-7(6)          |
| 2.  | 23 de junio de 2019     | Queen's Club          | Hierba        | Rajeev Ram   | Feliciano López Andy Murray         | 6-7(6), 7-5, [5-10]  |
| 3.  | 20 de octubre de 2019   | Amberes               | Dura (i)      | Rajeev Ram   | Kevin Krawietz Andreas Mies         | 6-7(1), 3-6          |
| 4.  | 21 de febrero de 2021   | Abierto de Australia  | Dura          | Rajeev Ram   | Ivan Dodig Filip Polášek            | 3-6, 4-6             |
| 5.  | 16 de mayo de 2021      | Roma                  | Tierra batida | Rajeev Ram   | Nikola Mektić Mate Pavić            | 4-6, 6-7(4)          |
| 6.  | 25 de junio de 2021     | Eastbourne            | Hierba        | Rajeev Ram   | Nikola Mektić Mate Pavić            | 4-6, 3-6             |
| 7.  | 31 de octubre de 2021   | Viena                 | Dura (i)      | Rajeev Ram   | Juan Sebastián Cabal Robert Farah   | 4-6, 2-6             |
| 8.  | 21 de noviembre de 2021 | ATP World Tour Finals | Dura (i)      | Rajeev Ram   | Pierre-Hugues Herbert Nicolas Mahut | 4-6, 6-7(0)          |
| 9.  | 13 de agosto de 2023    | Toronto               | Dura          | Rajeev Ram   | Marcelo Arévalo Jean-Julien Rojer   | 3-6, 1-6             |
| 10. | 12 de agosto de 2024    | Montreal              | Dura          | Rajeev Ram   | Marcel Granollers Horacio Zeballos  | 2-6, 6-7(4)          |
| 11. | 22 de febrero de 2025   | Doha                  | Dura          | Neal Skupski | Julian Cash Lloyd Glasspool         | 3-6, 2-6             |
| 12. | 20 de abril de 2025     | Barcelona             | Tierra batida | Neal Skupski | Sander Arends Luke Johnson          | 3-6, 7-6(1), [6-10]  |
| 13. | 7 de junio de 2025      | Roland Garros         | Tierra batida | Neal Skupski | Marcel Granollers Horacio Zeballos  | 0-6, 7-6(5), 5-7     |
| 14. | 8 de agosto de 2025     | Toronto               | Dura          | Neal Skupski | Julian Cash Lloyd Glasspool         | 3-6, 7-6(5), [11-13] |

## Títulos ATP Challenger (9; 0+9)

### Dobles (9)
| N.° | Fecha                   | Torneo                     | Superficie | Pareja           | Oponentes en la final                     | Resultado         |
| --- | ----------------------- | -------------------------- | ---------- | ---------------- | ----------------------------------------- | ----------------- |
| 1.  | 21 de noviembre de 2015 | Challenger de Champaign    | Dura (i)   | David O'Hare     | Austin Krajicek Nicholas Monroe           | 6-1, 6-4          |
| 2.  | 27 de noviembre de 2016 | Challenger de Columbus     | Dura (i)   | David O'Hare     | Luke Bambridge Cameron Norrie             | 6-3, 6-4          |
| 3.  | 4 de febrero de 2017    | Challenger de Dallas       | Dura (i)   | David O'Hare     | Jeevan Nedunchezhiyan Christopher Rungkat | 66-7, 6-3, [11-9] |
| 4.  | 29 de julio de 2017     | Challenger de Granby       | Dura       | Jackson Withrow  | Marcel Felder Go Soeda                    | 4-6, 6-3, [10-6]  |
| 5.  | 8 de octubre de 2017    | Challenger de Stockton     | Dura       | Brydan Klein     | Denis Kudla Mikelis Libietis              | 6-2, 6-4          |
| 6.  | 22 de octubre de 2017   | Challenger de Las Vegas    | Dura       | Brydan Klein     | Hans Hach Verdugo Dennis Novikov          | 6-3, 4-6, [10-3]  |
| 7.  | 13 de enero de 2018     | Challenger de Bangkok 2    | Dura       | James Cerretani  | Enrique López-Pérez Pedro Martínez        | 6-7, 6-3, [10-8]  |
| 8.  | 27 de mayo de 2018      | Challenger de Loughborough | Moqueta    | Frederik Nielsen | Luke Bambridge Jonny O'Mara               | 3-6, 6-3, [10-4]  |
| 9.  | 16 de junio de 2018     | Challenger de Nottingham   | Hierba     | Frederik Nielsen | Austin Krajicek Jeevan Nedunchezhiyan     | 7-65, 6-1         |